# Zorzines kyushuensis
Zorzines kyushuensis är en fjärilsart som beskrevs av Inoue 1982. Zorzines kyushuensis ingår i släktet Zorzines och familjen nattflyn. Inga underarter finns listade i Catalogue of Life.